# Lahmu
Lahmu (Laḫmu, Lakhmu) je ime božanstva iz babilonske mitologije.
Lahmu je starije dijete Apsua, slatke vode, i Tiamat, mora, primordijalnih voda. Njegova je sestra Lahamu, koju je on oženio, te s kojom ima Anšara, boga Neba i Kišar, božicu majku Zemlje, a brat mu je Kingu, kojeg je ubio Marduk. Lahmu je zamišljen ili kao zmija, ili kao bradati čovjek.
Neki znanstvenici smatraju da ime grada Betlehema potječe od imena ovog boga.